# Alebroides gallus
Alebroides gallus är en insektsart som beskrevs av Irena Dworakowska 1994. Alebroides gallus ingår i släktet Alebroides och familjen dvärgstritar. Inga underarter finns listade i Catalogue of Life.